# Płytki ceramiczne
Zasugerowano, aby zintegrować ten artykuł z artykułem Fliza. Nie opisano powodu propozycji integracji.
Płytki ceramiczne – rodzaj fliz; cienkie (grubość średnio 6–16 mm) płytki wykonane z materiałów ceramicznych. Mają różnorodne kolory, kształty i zastosowanie. Są naturalne, nietoksyczne, łatwe w utrzymaniu, niepalne, dzięki czemu znajdują zastosowanie w łazienkach, kuchniach, pomieszczeniach sanitarnych. Niektóre z nich mają właściwości mrozoodporne, dzięki czemu zastosowane mogą być również na tarasach i elewacjach budynków.

## Produkcja
Po połączeniu składników (gliny, talku, piasku oraz uszlachetniających dodatków mineralnych) z odrobiną wody masę poddaje się procesowi ciągnienia, bądź prasowania. Następnie płytki są wypalane w temperaturze 1000–1300 °C. Proces ten trwa od 1 do 30 godzin. Ostatnim etapem produkcji płytek ceramicznych jest ich malowanie oraz dekorowanie. Dzięki temu procesowi płytki zyskują zróżnicowane kolory oraz motywy.

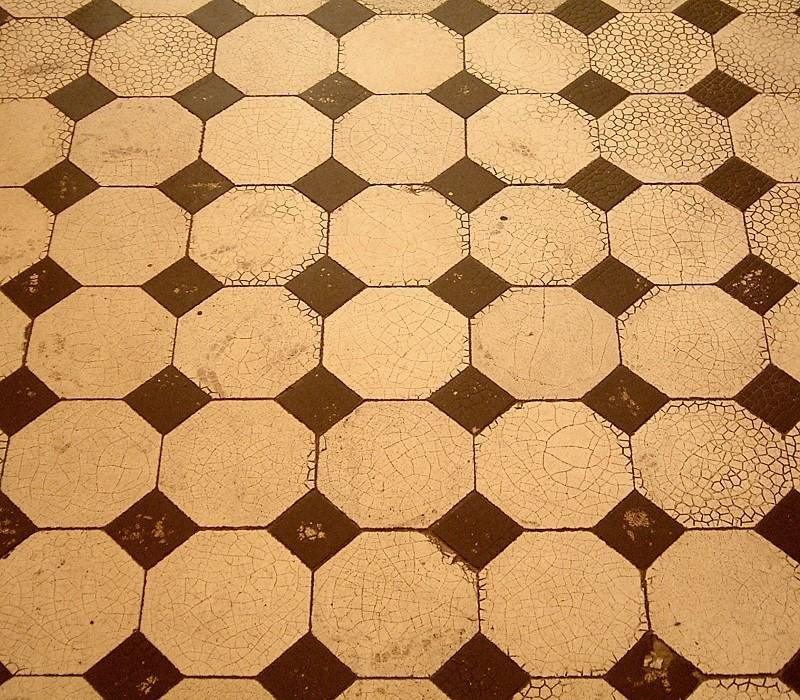
Płytki ceramiczne na podłodze – ratusz w Wuppertalu
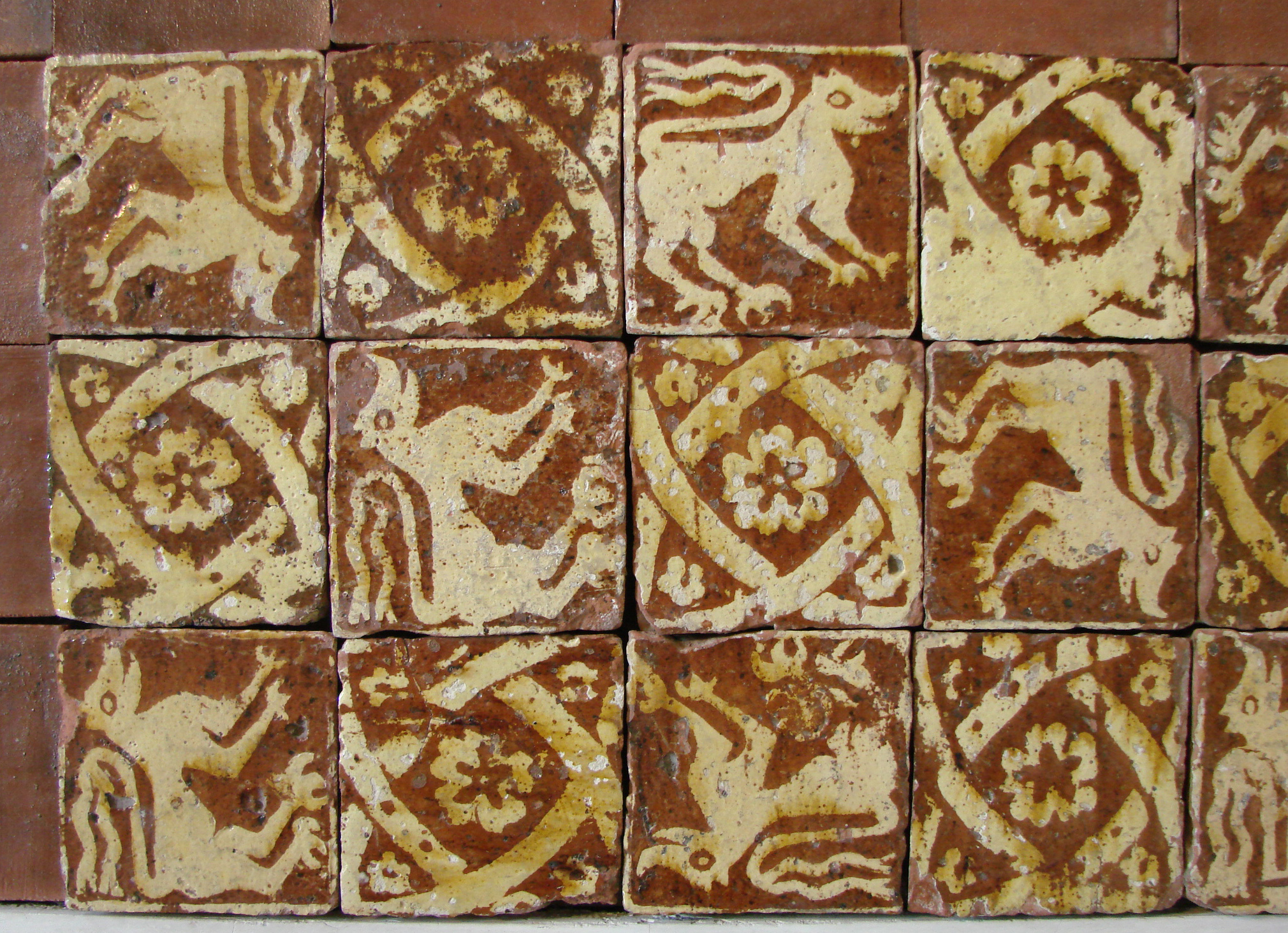
Średniowieczne płytki ceramiczne
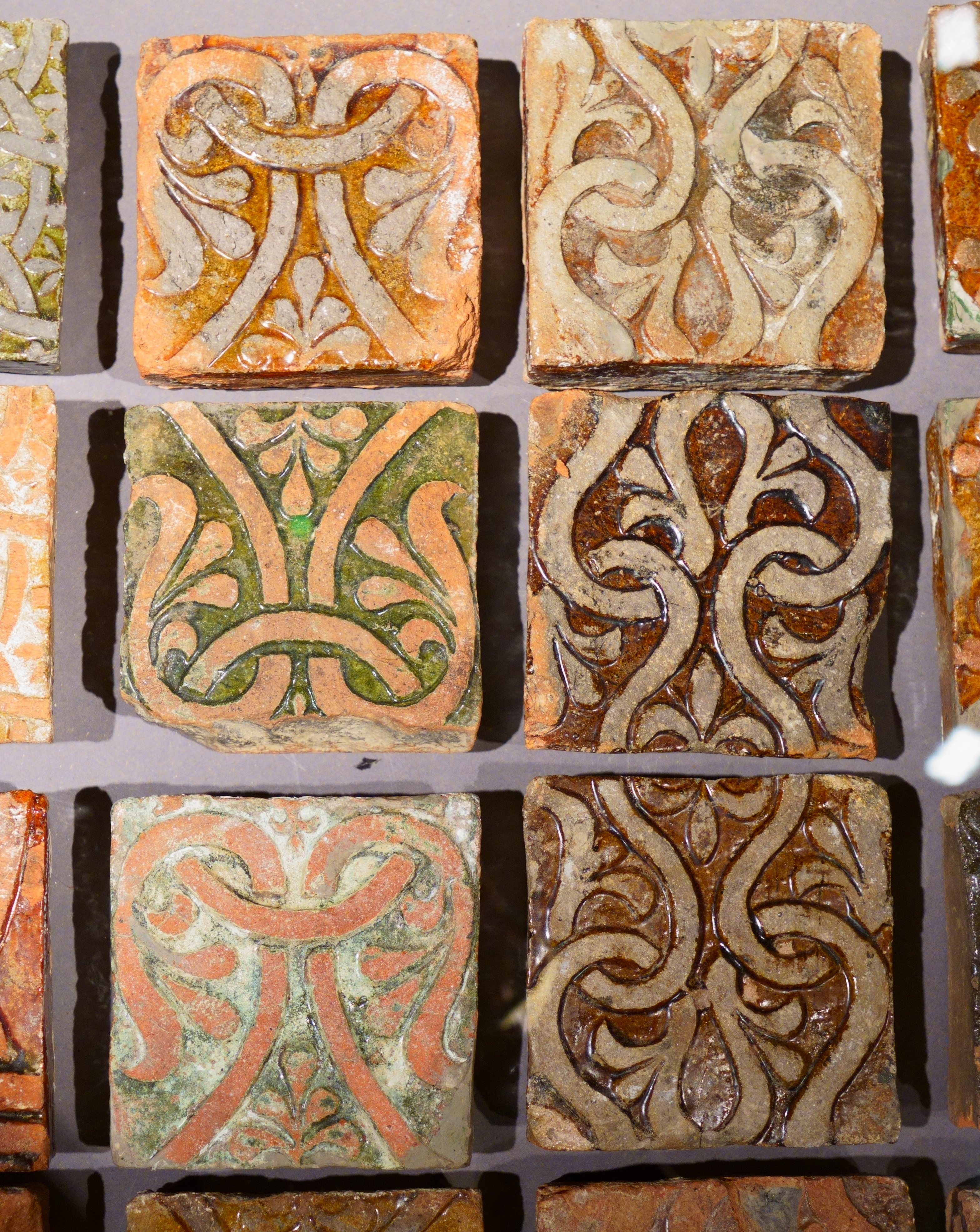
Średniowieczne płytki z wypukłym reliefem i glazurowanym pokryciem
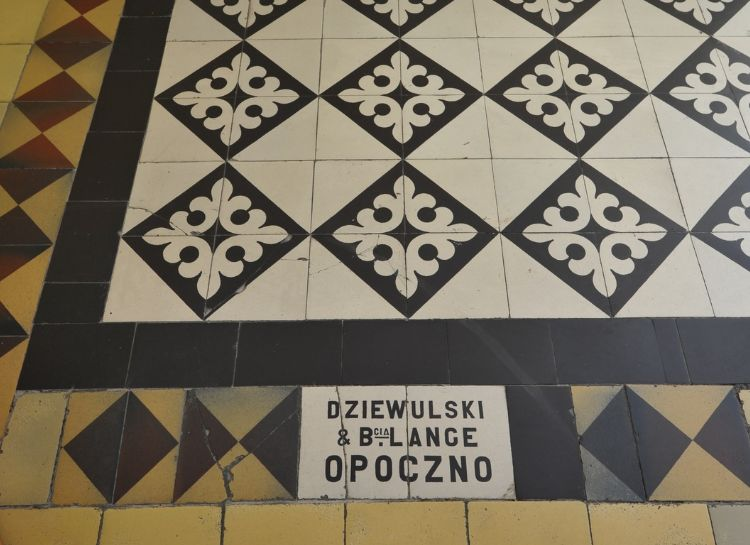
Kafelki podłogowe firmy Dziewulski i Lange z Opoczna (XIX/XX w.)
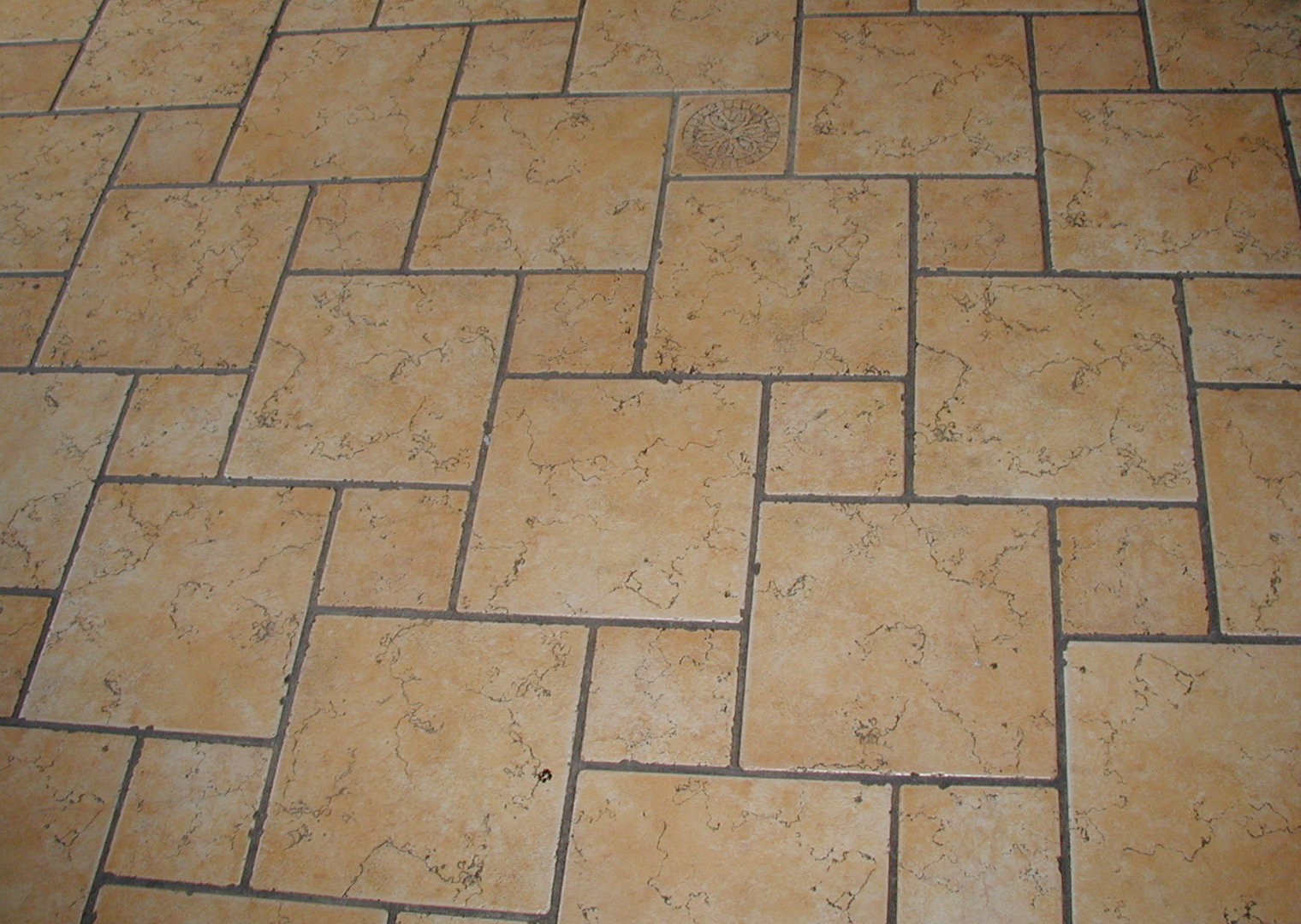
Współczesna podłoga z płytek ceramicznych

## Gatunki
Wyróżniamy 4 gatunki płytek ceramicznych:
- I gatunek, płytki, które są porównywane ze wzorcem producenta i nie widać na nich defektów,
- II gatunek, na powierzchni tych płytek defekty są widoczne, ale z reguły są niewielkie,
- III gatunek, liczba uszkodzonych płytek może wynosić więcej niż 5%,
- IV gatunek, zwany również „prosto z pieca” dotyczy płytek ceramicznych, które są pakowane bez selekcji.

Warto wspomnieć, że pojęcie gatunku płytek ceramicznych nie jest dokładnie zdefiniowane. W przypadku wyboru płytek ceramicznych innych niż pierwszego gatunku możemy mieć problem z uznaniem reklamacji. Dlatego warto przed zakupem zasięgnąć rady specjalisty.

## Norma płytek ceramicznych
Norma PN-EN 14411 to podstawowa norma płytek ceramicznych w Unii Europejskiej. W Normie Europejskiej zdefiniowano terminy i określono właściwości dotyczące płytek ceramicznych, w tym mozaiki (tj. dowolnego formatu, który można dopasować do kwadratowego obszaru o powierzchni 49 cm²), wytwarzanych metodą ciągnienia lub prasowania na sucho, przeznaczonych do wykładania podłóg (w tym schodów) i/lub ścian wewnątrz, i/lub na zewnątrz. Ponadto podano poziom wymagań dla tych właściwości i odniesiono się do stosowanych metod badań, jak również postanowień dotyczących oceny i weryfikacji stałości właściwości użytkowych.
Norma Europejska PN-EN 14411 nie ma zastosowania do:
- wyrobów podklejanych od spodu na siatce;
- ceramicznych akcesoriów lub wykończeń dekoracyjnych (takich jak krawędzie, narożniki, cokoły, ograniczniki, fasety, koraliki, płytki wypukłe i wklęsłe, i inne dodatkowe elementy);
- płytek ceramicznych wytwarzanych w procesach innych niż ciągnienie lub prasowanie na sucho;
- nieszkliwionych płytek ceramicznych prasowanych na sucho, o nasiąkliwości wodnej większej niż 10%;
- płytek ceramicznych stosowanych jako wykładziny podłogowe na zewnętrznych wykończeniach drogowych;
- płytek ceramicznych stosowanych w wykończeniach sufitów lub w sufitach podwieszanych.